# شتيفان باتشيو
كان شتيفان آوريل باتشيو (29 أكتوبر 1918- 6 يناير 1993) شاعرًا وروائيًا ومروجًا وأكاديميًا رومانيًا وبرازيليًا عاش آخر حياته في هاواي. كان أديبًا شابًا سابقًا لأوانه وفاز بجوائز في رومانيا بفترة ما بين الحربين، وشارك في تحرير العديد من المجلات الأدبية. لانجذابه إلى السياسة الديمقراطية اليسارية والجزب الاشتراكي الديمقراطي (بّي إس دي آر)، موّه آراءه بينما يعمل لصالح الصحافة الفاشية في ظل الأنظمة الدكتاتورية، لكنه عاد في عام 1944 ليدير صحيفة ليبيرتاتيا الخاصة ببّي إس دي آر. بعد أن شهد باتشيو الاستيلاء الشيوعي التدريجي على السلطة مباشرة، تمكن من تعيين نفسه في منصب دبلوماسي في سويسرا، وانشق في آخر الأمر في عام 1948. كان مقيمًا ثم مواطنًا في البرازيل، وسافر إلى جميع أرجاء أمريكا اللاتينية، وكتب أعمالًا باللغات البرتغالية والإسبانية والإنجليزية والألمانية، بالإضافة إلى لغته الأم الرومانية.
لاشتراكه بمؤتمر الحرية الثقافية وصداقته باشتراكيين مثل خوان بوش، تحدث ضد شيوعية أمريكا الجنوبية وانتقد فيديل كاسترو. انتقل أخيرًا إلى الولايات المتحدة، بصفة أستاذ في جامعة واشنطن، ومن عام 1964، في جامعة هاواي. أصدر المجلة الدولية ميلي، التي وعلى الرغم من طباعتها الأولية وقلة توزيعها، ما تزال مصدرًا بارزًا للمعلومات حول الكتاب الطليعيين في الشتات الروماني، من أندريه كودريسكو إلى دولفي تروست وسيستو بالز. كان باتشيو أيضًا مؤرخًا بارزًا وجامع منتخبات أدبية لسريالية جنوب ووسط أمريكا، بالإضافة إلى كونه مترجمًا لأدب أمريكا اللاتينية إلى اللغتين الرومانية والألمانية.

## سيرته

### نشأته
وُلد شتيفان باتشيو في براشوف، قبل أن تصير المدينة جزءًا من رومانيا الكبرى ببضعة أشهر. كان من عائلة مفكرة متعددة الثقافات. كان والده الروماني الإثني إيوان باتشيو، وهو نتاج التدريس النمساوي المجري، آنذاك مدرسًا للألمانية في كلية شاغونا الوطنية. يُذكر بكونه مشاركًا في كتابة المقرر المدرسي الروماني التمهيدي الرائد لصالح الساكسونيين والهنغاريين. في 1930، بنى «المنزل الأصفر» لعائلته في أرض لونكا بلايسولوي السكنية، والتي كانت قد أُتيحت للسكن مؤخرًا. كانت والدة الشاعر، إليزابيتا، ابنة مهندس الأراضي الحراجية آرثر ساغر، وخالته، لينوتا كونيغ، صانعة مخصرات لماريا ملكة رومانيا. كان لأخت باتشيو، إيوانا فيرونيكا، حياة مهنية ناجحة في المسرح. من خلال عائلة ساغر، كان شتيفان وإيوانا من سلالة يهودية. نشأ روميًا أرثوذكسيًا، وظل مؤمنًا متمرسًا حتى ستينيات القرن الماضي، واعتبر نفسه شخصًا «أمميًا».
كان باتشيو طفلًا مبكر النضوج. ولكونه مولعًا بالكتب منذ سن مبكرة، ورغم قصر بصره الشديد، اكتشف مختارات شعرية بالرومانية والألمانية، بما في ذلك مختارات كورت بينتوس التعبيرية مانشايتسديماغون. بالإضافة إلى الألمانية، علم نفسه الفرنسية والإنجليزية والإسبانية والبرتغالية. درس في كلية ساغونا الوطنية حيث درس والده، وحاز على أعلى الدرجات، وصادق اثنين من أساتذته هما الكاتبان أوكتاف سولوتيو وإيميل سيوران. أشار سولوتيو لاحقًا إلى باتشيو على أنه أحد أكثر شعراء منطقة ترانسيلفانيا تميزًا.
ظهر باتشيو أول مرة عندما كان مراهقًا، عندما نُشرت قصائد باللغتين الألمانية والرومانية في المراجعتين المحليتين رابوج وكلينغسور. في سبتمبر 1933، بعد أن رفضت كلية ساغونا رعاية مجلة أدبية، أنشأ صحيفة طليعية خاصة به سماها ستارت. كان مدينًا للأتمتة السريالية وفلسفة أندريه جيد المتمردة. عملت ستارت بصفة تابع محلي لصحيفة فياتا ليتيرارا الخاصة بآي. فاليريان، والتي عينت باتشيو مراسلها الرسمي ووكيل ترويجها لكامل ترانسيلفانيا. ولمعاناتها المشقات المالية، لم تستمر ستارت بعد العدد الثاني. تابع باتشيو ونشر مجلات أخرى، إلى جانب فينتيلا هوريا وميهاي بينيوك وأوفيد كاليدونيو: سيتليت («ستيليتو»)، ثم ميشتيرول مانولي (سُميت تيمنًا ببطل أسطورة شعبية). علاوة على ذلك، كان مساهمًا في مجلات أدبية وصحف في جميع أرجاء رومانيا، بما في ذلك غاند رومانيسك وغلاسول بوكوفيني، ورامبا، ومانيفيست الخاصة بجورج إيفاشكو.
في عمر السابعة عشرة، اختيرت مجموعة باتشيو (قصائد الشاعر الشاب) في «مختارات الشعراء الشباب»، وقدمتها شركة النشر الرسمية، دار النشر بالمؤسسات الملكية. قُدم مع جائزة الكتاب الشباب الخاصة بالشركة وتلقى جائزة الشعر من جمعية الكتّاب الرومانيين. تابع عام 1936 بمجموعة «قصائد حب»، التي نشرتها مجلة فاميليا بمدينة أوراديا، وفي 1937 بمجموعة «اشتياق ضئيل». في ذلك العام أيضًا، أُدرج في مختارات ثلاثة عشر شاعرًا، رفقة هوريا وكاليدونيو وقسطنطين فيرجيل جورجيو وسيميون ستولنيتشو ودوميترو جيرجينيسكو فانيا والكثير غيرهم.

### في ظل الفاشية
سُرعان ما قُبل باتشيو الشاب في النخبة الثقافية البوخاريستية، وصادق أمثال باستوريل تيودوريانو وإيون مينوليسكو. إلى جانب كاليدونيو وجورج بيتشو وماريا بانوش ولورينتسيو فولغا والبعض غيرهم، انجذب باتشيو أيضًا إلى دائرة «مانيفستو الليالي البيضاء»، التي سعت إلى الترويج للأدب الشاب. واجهت مشكلات مالية أيضًا، وفشلت في محاولتها لتلقي تمويل من الدولة، وأغلقت الدائرة المحل في 1938.
تسجل باتشيو منذ ذلك الحين في كلية القانون بجامعة بوخارست، من حيث تخرج في 1941. تداخلت سنوات دراسته في الكلية مع زوال الديمقراطية الرومانية وعدة تجارب استبدادية، كانت أولاها دكتاتورية جبهة النهضة الوطنية. بحلول نهاية 1938، كان باتشيو قد بدأ بالمساهمة في صحيفة نصف رسمية هي سفارما بياترا، التي نشرها نيكيفور كراينيك الموالي للفاشية. كان له عمود في التاريخ الأدبي (سجلات ألمانية)، هدف عن طريقه إلى إذاعة «تلك الرومانسية الألمانية المتفوقة». كان ثمة مراسلات بينه وبين شاعر أكبر، هو إميل جورجيوكا، يعرض إذاعة أعمال جورجيوكا «في سفارما بياترا أو أينما كان». في 1938 أيضًا، جمع باتشيو ترجماته من جورج تراكل، والتي صدرت في إديتورا فرايز في ياش.
بعد أن دعم علنًا الحرس الحديدي باعتباره بديلًا فاشيًا راديكاليًا للمؤسسة، بدأت سفارما بياترا بالصيرورة محط ازدراء نظام جبهة النهضة الوطنية. مبكرًا في 1939، عقب صراعات دموية بين الجبهة وأتباع الحرس، حُظرت سفارما بياترا. انتقل باتشيو إلى يونيفرسال الأكثر شيوعًا، وصار محررها، ليستأنف السجلات الألمانية في ملحقها الأدبي. أقام عمود نقد أدبي أيضًا، تسلمه من شتيفان أوغستين دويناش.